# ایمر کوئین
ایمر کوئین (به انگلیسی: Eimear Quinn) (زاده ۱۸ دسامبر ۱۹۷۲ ) خوانندهٔ ایرلندی است.
او در سال ۱۹۹۶ برنده مسابقه یوروویژن شد.